# Festmusik ved det Nordisk Kunstnermøde
Festmusik ved det Nordisk Kunstnermøde is een compositie van Niels Gade. Hij schreef het voor een congres van noordse kunstenaars dat van 2 tot en met 5 juli 1883 in Charlottenborg te Kopenhagen werd gehouden. De feestmuziek was een cantate op tekst van Holger Drachmann en was tijdens de opening te horen. Tijdens dat congres werden ongeveer 750 kunstwerken tentoongesteld. Onder die kunstvoorwerpen bevond zich het in Denemarken beroemde schilderij De Italiaanse hoedenmaker (Italienske landsbyhattemagere) van Peder Severin Krøyer uit 1881, met een toenmalige waarde van 3000 Kronen.

De Italiaanse hoedenmaker